# Pai Partners
Pai Partners, av företaget skrivet PAI Partners, är ett franskt multinationellt riskkapitalbolag som förvaltar ett kapital på 13,9 miljarder euro för december 2020. De har gjort investeringar i branscherna för dagligvaror, detaljhandel, företagsservice, hälso- och sjukvård, livsmedel och industrin.

## Historik
Företaget har sitt ursprung från att vara den franska bankgruppen Paribas investeringsavdelning med namnet Paribas Affaires Industrielles. 1998 grundades det ett dotterbolag i syfte att sköta avdelningens första institutionella fond Pai LBO. År 2000 blev Paribas fusionerad med Banque Nationale de Paris och blev BNP Paribas. Två år senare köpte Pais ledning ut sig från BNP Paribas när de förvärvade 51% av avdelningen med en option på att förvärva de resterande 49% ett annat datum, vilket skedde år 2006. Den 18 juni 2015 blev riskkapitalbolagets dåvarande VD Lionel Zinsou utnämnd till att vara premiärminister för Benin.

## Investeringar
Ett urval av investeringar som Pai har genomfört:
| - Antargaz - Atos - Ceva Santé Animale - Froneri - Hunkemöller - Ipsen | - Monier - Perstorp AB - Saur - Swissport - Tendam - Xella Group |

## Närvaro
De har närvaro på följande platser världen över.
| - London, England, Storbritannien - Luxemburg, Luxemburg - Madrid, Spanien - Milano, Italien | - München, Tyskland - New York, New York, USA - Paris, Frankrike (huvudkontor) - Stockholm, Sverige |